# Frauen regier'n die Welt

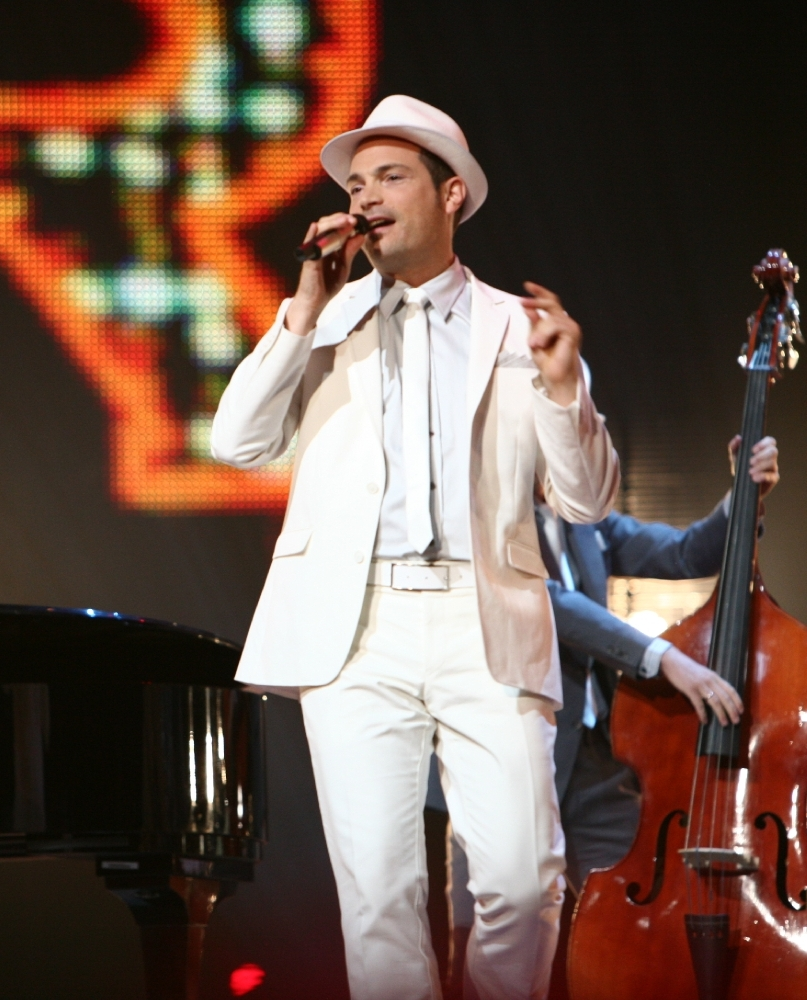
Roger Cicero interpretando la canción "Las mujeres gobiernan el mundo" durante el Festival de la Canción de Eurovisión 2007.

«Frauen regier'n die Welt» (traducción: Las mujeres dominan el mundo, título internacional: Guess who rules the world) fue la canción alemana para el 52.º Festival de la Canción de Eurovisión 2007 en Helsinki. Fue la primera canción cantada en alemán después de Michelle con Wer liebe lebt.
Fue interpretada por el cantante alemán de swing Roger Cicero y escrita por Matthias Hass y Frank Ramond. Cicero comenzó en la posición 16 durante el concierto pero solo alcanzó la posición 19 (de 24) en la votación. La letra fue criticada por la revista feminista alemana EMMA. Votaron a Roger Cicero como "Pasha del Mes" (un título para hombres que tienen actitudes chovinistas) debido a la letra de la canción. Ellas opinan que la línea "Und schon öffnen sich Tasche und Herz Und dann kaufst du ´n Ring und ´n Nerz" (traducción: "Y pronto tu cartera y corazón se empiezan a abrir y compras un anillo y un abrigo de armiño) es anticuada.